# George Edward Pereira
O Brigadeiro General George Edward Pereira (26 de Janeiro de 1865 - 20 de Outubro de 1923) foi um militar, escritor e diplomata luso-britânico, explorador da Ásia Central, Tibet e China Ocidental.